# FTW Championship
FTW Championship, w różnych momentach, co oznacza zarówno Fuck The World Championship, jak i For The World Championship – były tytuł mistrzowski wrestlingu. Był przedstawiany jako tytuł „wyjęty spod prawa” lub „renegat”, który nie jest usankcjonowany przez urzędników w fabule i zasadniczo służy jako mistrzostwo hardkorowe, ponieważ wiele walk o tytuł odbywa się zgodnie z „Zasadami FTW”. Był używany w Extreme Championship Wrestling (ECW) od 1998 do 1999 oraz w All Elite Wrestling (AEW) od 2020 do 2024. Tytuł został pierwotnie ustanowiony w nieistniejącej już promocji ECW w 1998 roku przez jego inauguracyjnego posiadacza, Taza, co czyniło go najstarszym mistrzostwem w All Elite Wrestling do czasu dezaktywacji.
Pierwotnie został zunifikowany w ECW World Heavyweight Championship, kiedy ówczesny mistrz świata ECW w wadze ciężkiej, Taz zdobył tytuł od Sabu na Living Dangerously 1999. Pozostał nieaktywny przez 21 lat, ale ponieważ tak naprawdę nigdy nie był własnością ECW, ale samego Taza, nie został uwzględniony jako własność intelektualna sprzedana WWE podczas sprzedaży ECW w 2001 roku, co umożliwiło Tazowi ponowne wprowadzenie tytułu do All Elite Wrestling w 2020 roku, tym razem przyznając go swojemu klientowi, Brianowi Cage’owi. Zostało ono wprowadzone w podobny sposób, jak zostało wprowadzone w ECW; mistrz świata w promocji był wówczas nieaktywny i nie był w stanie go obronić, dlatego mistrzostwo FTW zostało przyznane niedoszłemu pretendentowi. 25 września 2024 roku na Dynamite: Grand Slam, rekordowo trzykrotny mistrz Hook wycofał się z tytułu po obronie go.

## Historia

### Extreme Championship Wrestling (1998–1999)
Mistrzostwo FTW Heavyweight Championship zostało zaprojektowane, stworzone i wymyślone przez Taza, który jest również właścicielem praw do tytułu. Tytuł został użyty, aby zrekompensować wątki, które musiały zostać porzucone z powodu kontuzji. Mistrz świata wagi ciężkiej ECW Shane Douglas miał poważną infekcję zatok i kontuzję łokcia. Taz i Al Snow również opuścili swoje walki na Wrestlepaloozie 1998 z powodu problemów zdrowotnych. Właściciel ECW Paul Heyman powiedział, że tytuł pasuje do „złej, rozsądnej postawy” Taza.”
Taz ogłosił utworzenie FTW Heavyweight Championship (zwanych także Brooklyn World Championship) 14 maja 1998 w It Ain’t Seinfeld. W fabule był sfrustrowany niemożnością walki o mistrzostwo świata ECW w wadze ciężkiej z powodu kontuzji mistrza Shane’a Douglasa i odmowy stawienia mu czoła. Taz stworzył i obronił swój własny tytuł mistrza świata, reklamując się jako „prawdziwy” mistrz świata. Stwierdził, że fani docenili przesłanie, jakie niesie ze sobą tytuł, który wyraża pogardę dla szefów i społeczeństwa, i stwierdził, że jego zdaniem jest on bardziej doceniany niż czołowy tytuł firmy. Mistrzostwa zostały uznane przez ECW za „nieuznane”.
Taz stracił tytuł tylko raz, w pojedynku przeciwko Sabu. To była celowa strata, kiedy 19 grudnia 1998 roku naciągnął na siebie nieprzytomnego Sabu (był pewien, że pokona Shane’a Douglasa w nadchodzącej walce o tytuł i dlatego nie potrzebował już tytułu FTW Heavyweight Championship). Taz odzyskał tytuł na gali Living Dangerously 21 marca 1999 roku, gdzie zunifikował FTW Heavyweight Championship z ECW World Heavyweight Championship (które następnie posiadał), pokonując Sabu w walce o tytuł. Następnie Taz zaczął używać wyłącznie ECW World Heavyweight Championship, będąc jedynym mistrzostwem świata w wadze ciężkiej w promocji, z kolei wycofując się z FTW Heavyweight Championship.

### All Elite Wrestling (2020–obecnie)
Taz zaczął występować w All Elite Wrestling (AEW) pod koniec 2019 roku i oficjalnie podpisał kontrakt z firmą w styczniu 2020 roku jako komentator. Następnie zaczął zarządzać Brianem Cage’em. Drugiej nocy Fyter Fest 2 lipca tego samego roku (wyemitowany 8 lipca) Cage miał zmierzyć się z Jonem Moxleyem o AEW World Championship; jednak walka została przełożona, ponieważ Moxley musiał poddać się kwarantannie po tym, jak jego żona Renee Paquette uzyskała pozytywny wynik testu na obecność COVID-19. Z kolei Taz przywrócił tytuł (jako FTW Championship) tej nocy i przyznał go Cage’owi, odzwierciedlając okoliczności pierwotnego powstania tytułu w ECW. Podobnie jak w ECW, FTW Championship nie jest oficjalnie usankcjonowanym mistrzostwem w AEW.
Po zdobyciu tytułu na gali Dynasty w kwietniu 2024 roku, ze względu na negatywną konotację znaczenia „FTW”, Chris Jericho, pod gimmickiem urojeniowego mentora „The Learning Tree”, oświadczył, że „FTW” będzie oznaczać „For The World” i że tytuł był przeznaczony dla wszystkich fanów. Po obronie tytułu Hooka 25 września 2024 roku na Dynamite: Grand Slam, wycofał mistrzostwo i zwrócił je swojemu ojcu, Tazowi.

### Projekty pasa mistrzowskiego
Kiedy tytuł powstał po raz pierwszy, pas FTW był niestandardowym pasem ECW Television Championship ze skórzanym paskiem pomalowanym na pomarańczowo, naklejkami częściowo zakrywającymi pasek i logo „TAZ” na górze. Naklejki „FTW” zostały strategicznie umieszczone nad słowem „Television” na środku paska, a także nad flagami Stanów Zjednoczonych i Wielkiej Brytanii na bocznych tabliczkach. Kilka miesięcy później, próbując przekonać Taza do współpracy z Sabu i Robem Van Damami przeciwko Shane’owi Douglasowi i The Triple Threat, Bill Alfonso podarował Tazowi oryginalny pasek FTW z czarnym skórzanym paskiem i brązowymi płytkami z pomarańczowymi akcentami, z Logo „TAZ” wygrawerowane na płycie środkowej paska. Ten drugi projekt byłby również używany w pasku po jego ponownym wprowadzeniu do AEW. Taz stwierdził, że koncepcja i podejście zostały powielone przez inne firmy.
Według Taza z filmu dokumentalnego DVD The Rise and Fall of ECW, kiedy Sabu zdobył tytuł, za kulisami był słusznie zdenerwowany faktem, że nazwisko Taza było stale widoczne na pasku. Odtąd, ilekroć Sabu miał przy sobie pas, zakrywał logo Taz sportową taśmą i pisał na nim magicznym markerem „SABU”. Podobny przypadek miał miejsce w przypadku obecnego mistrza Chrisa Jericho, który po zdobyciu tytułu pojawił się 24 kwietnia 2024 roku w wydaniu Dynamite z naklejką z jego imieniem na górze paska zakrywającą imię Taza.

## Historia tytułu
Tytuł łącznie posiadało 7 wrestlerów, a Hook był jedyną osobą który posiadał tytuł trzykrotnie. Pierwszym z nich był Taz. Najkrótszym panowaniem było drugie panowanie Taza które trwało niecały dzień, kiedy porzucił tytuł po zdobyciu tytułu ECW World Heavyweight Championship w walce unifikacyjnej o mistrzostwo, w przeciwieństwie do Ricky’ego Starksa, który szczycił się rekordem najdłuższego panowania z 378 dniami. Jericho był najstarszym mistrzem, zdobywając tytuł w wieku 53 lat. Hook wygrał mistrzostwo w wieku 23 lat, będąc najmłodszym posiadaczem tytułu mistrzowskiego.

### Nazwy
| Nazwa                        | Lata                            |
| ---------------------------- | ------------------------------- |
| FTW Heavyweight Championship | 14 maja 1998 – 21 marca 1999    |
| FTW Championship             | 2 lipca 2020 – 25 września 2024 |

### Panowania
| Nr        | Ogólny numer panowania                                       |
| Panowanie | Liczba panowań konkretnego mistrza                           |
| Dni       | Liczba dni panowania                                         |
| <1        | Oznacza, że panowanie trwało mniej niż jeden dzień           |
| +         | Oznacza, że liczba dni w posiadaniu wzrasta z kolejnym dniem |

| Extreme Championship Wrestling (ECW) |               |                       |                                |                  |   |     | |        |
| 1                                    | Taz           | 14 maja 1998(dts)     | It Ain’t Seinfeld              | Queens, NY       | 1 | 219 | Taz przedstawił FTW Heavyweight Championship podczas fabuły.                                                                | [ 9 ]  |
| 2                                    | Sabu          | 19 grudnia 1998(dts)  | Hardcore TV                    | Filadelfia, PA   | 1 | 92  | Był to Triple threat match, w którym brał również udział Justin Credible. Wyemitowano 23 grudnia 1998.                      | [ 4 ]  |
| 3                                    | Taz           | 21 marca 1999(dts)    | Living Dangerously             | Ashbury Park, NJ | 2 | <1  | Był to Extreme Death match, który był również o ECW World Heavyweight Championship Taza.                                    | [ 5 ]  |
| —                                    | Unifikacja    | 21 marca 1999(dts)    | Living Dangerously             | Ashbury Park, NJ | — | —   | Taz zunifikował tytuł z ECW World Heavyweight Championship.                                                                 |        |
| All Elite Wrestling (AEW)            |               |                       |                                |                  |   |     | |        |
| 4                                    | Brian Cage    | 2 lipca 2020(dts)     | Dynamite: Fyter Fest Noc 2     | Jacksonville, FL | 1 | 377 | Taz przywrócił tytuł FTW Championship i przyznał go zarządzanemu przez siebie Cage. Wyemitowano 8 lipca 2020.               | [ 6 ]  |
| 5                                    | Ricky Starks  | 14 lipca 2021(dts)    | Dynamite: Fyter Fest Night 1   | Cedar Park, TX   | 1 | 378 | | [ 10 ] |
| 6                                    | Hook          | 27 lipca 2022(dts)    | Dynamite: Fight for the Fallen | Worcester, MA    | 1 | 357 | | [ 11 ] |
| 7                                    | Jack Perry    | 19 lipca 2023(dts)    | Dynamite: Blood & Guts         | Boston, MA       | 1 | 39  | | [ 12 ] |
| 8                                    | Hook          | 27 sierpnia 2023(dts) | All In: Zero Hour              | Londyn, Anglia   | 2 | 238 | Był to FTW Rules match. | [ 13 ] |
| 9                                    | Chris Jericho | 21 kwietnia 2024(dts) | Dynasty                        | Saint Louis, MO  | 1 | 126 | Był to FTW Rules match. | [ 14 ] |
| 10                                   | Hook          | 25 sierpnia 2024(dts) | All In                         | Londyn, Anglia   | 3 | 31  | Był to FTW Rules Last Chance match. Jeśli Hook przegrałby, nigdy nie mógłby walczyć o tytuł, dopóki Jericho byłby mistrzem. | [ 15 ] |
| —                                    | Dezaktywacja  | 25 września 2024(dts) | Dynamite: Grand Slam           | Queens, NY       | — | —   | Po udanej obronie tytułu przeciwko Roderickowi Strongowi, Hook ogłosił wycofanie tytułu FTW Championship.                   | [ 8 ]  |

## Łączna liczba panowań
| Miejsce | Mistrz        | Liczba panowań | Łączna liczba dni |
| ------- | ------------- | -------------- | ----------------- |
| 1       | Hook          | 3              | 627               |
| 2       | Ricky Starks  | 1              | 378               |
| 3       | Brian Cage    | 1              | 377               |
| 4       | Taz           | 2              | 219               |
| 5       | Chris Jericho | 1              | 126               |
| 6       | Sabu          | 1              | 92                |
| 7       | Jack Perry    | 1              | 39                |